# 射鵰英雄傳續集
《射鵰英雄傳續集》是1978年邵氏電影公司出品，張徹執導的電影。改編自金庸著名武俠小說《射鵰英雄傳》。前作為《射鵰英雄傳》，另有續篇《射鵰英雄傳第三集》。

## 劇情
劇情以原作故事為主幹。承接上集，自郭靖與黃蓉來到桃花島，巧遇西毒歐陽鋒帶姪歐陽克向黃蓉求婚。黃藥師以三道試題選婿，最後郭靖獲勝得娶黃蓉為妻。但老頑童周伯通因一時心起胡亂撒謊，使黃藥師勃然大怒，遂將兩人及洪七公驅逐出島。黃蓉追蹤下，卻誤落歐陽鋒之船... 
故事敘述至丐幫君山大會結束，後接續集《射鵰英雄傳第三集》。

## 演員
| 角色名稱 | 演員   | 備註     |
| -------- | ------ | -------- |
| 郭靖     | 傅聲   |          |
| 黃蓉     | 妞妞   |          |
| 黃藥師   | 顧冠忠 | 東邪     |
| 洪七公   | 谷峰   | 北丐     |
| 周伯通   | 郭追   |          |
| 歐陽鋒   | 王龍威 | 西毒     |
| 歐陽克   | 李修賢 |          |
| 楊康     | 李藝民 |          |
| 完顏洪烈 | 于榮   |          |
| 靈智上人 | 詹森   |          |
| 沙通天   | 孫樹培 |          |
| 梁子翁   | 強漢   |          |
| 傻姑     | 余莎莉 |          |
| 曲靈風   | 韋白   |          |
| 陸冠英   | 孫建   |          |
| 程瑤迦   | 林珍奇 |          |
| 穆念慈   | 惠英紅 |          |
| 丘處機   | 徐少強 | 全真七子 |
| 王處一   | 戴徹   | 全真七子 |
| 馬鈺     | 蕭玉龍 | 全真七子 |
| 郝大通   | 余太平 | 全真七子 |
| 孫不二   | 洪玲玲 | 全真七子 |
| 劉處玄   | 孫新祥 | 全真七子 |
| 譚處端   | 唐炎燦 | 全真七子 |
| 梅超風   | 余海倫 |          |
| 柯鎮惡   | 蔡弘   | 江南七怪 |
| 朱聰     | 林輝煌 | 江南七怪 |
| 韓寶駒   | 譚鎮東 | 江南七怪 |
| 南希仁   | 陸劍明 | 江南七怪 |
| 全金發   | 周堅平 | 江南七怪 |
| 韓小瑩   | 李楓   | 江南七怪 |
| 魯有腳   | 鹿峰   | 丐幫長老 |
| 彭長老   | 王清河 | 丐幫長老 |
|          | 江生   | 丐幫長老 |
|          | 狄威   | 丐幫長老 |
| 裘千仞   | 羅莽   |          |
|          | 夏國榮 | 丐幫弟子 |
|          | 劉晃世 | 丐幫弟子 |
|          | 陳鴻   | 丐幫弟子 |

## 備註
1. ↑  香港電影票房 1978 〔華語電影〕 的存檔，存档日期2008-08-04.，〈香港電影票房全紀錄〉

## 外部連結
- 開眼電影網上《射鵰英雄傳續集》的資料（繁體中文）
- 香港影庫上《射鵰英雄傳續集》的資料（繁體中文）
- 豆瓣电影上《射鵰英雄傳續集》的資料 （简体中文）
- 时光网上《射鵰英雄傳續集》的資料（简体中文）
- AllMovie上《射鵰英雄傳續集》的资料（英文）
- 互联网电影数据库（IMDb）上《射鵰英雄傳續集》的资料（英文）